# Базиліка Святого Миколая (Нант)

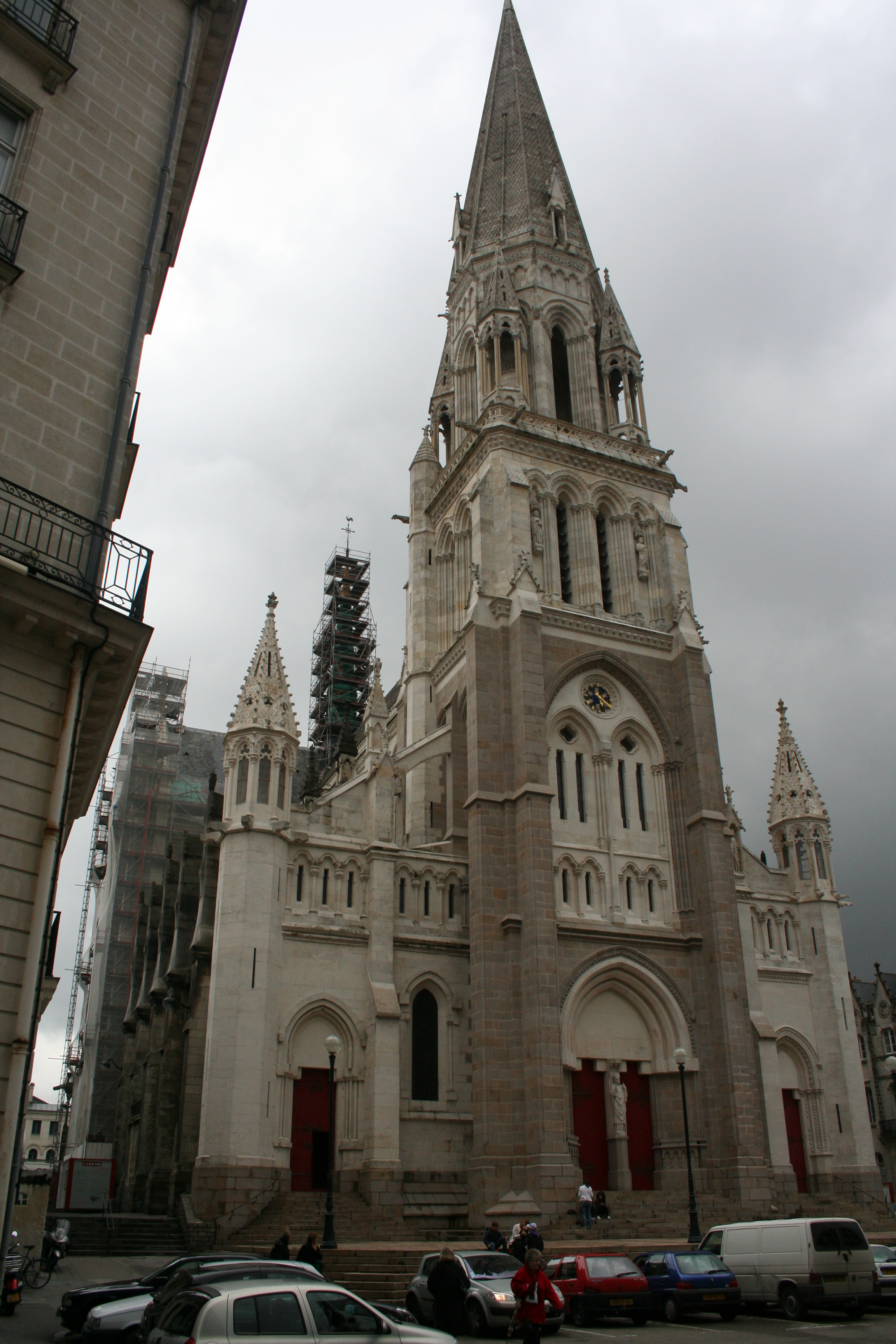
Базиліка Святого Миколая, в Нанті (Франція).

Базиліка Святого Миколая з Нанта — неоготична базиліка в центрі міста Нант, Франція, поряд із базилікою святих Донаціано та Рогачіано, одна з двох базилік міста. 

## Історія
Первісна церква була побудована між XI та XII століттями. Він був відреставрований у 1478 році та не перебудовувався до початку XIX століття. Зростання чисельності прихожан в центрі міста та прилеглому річковому порту потребував більшої церкви. У 1844 році розпочалися роботи над будівництвом нової церкви на місці попередньої. Цього разу її будували в неоготичному стилі із півночі на південь (замість сходу на захід, як диктує традиція) через брак місця. Архітектором, який керував роботою, був Жан-Батист-Антуан Ласс, учень Анрі Лаброусте і колега Ежен Віолле-ле-Дюка. Використовувані матеріали — граніт з регіону та камінь Турайн. Робота закінчилася в 1869 році — рік коли був освячений храм. Папа Лев XIII надав йому титул базиліки 28 жовтня 1882 року. Під час обстрілів у Нанті 16 вересня 1943 р. Три бомби пронизали склепіння правого нефу та завдали шкоди. Роботи з реконструкції проходили між 1953 та 1974 роками. 
Великий орган був встановлений у 1901 році Луїсом Дебірре, відомим майстром органів. Був знищений у 1943 році під час обстрілів. У 1963 році онук Луїса Дебірре, Буше-Дебірре розпочав будівництво нового органу. Його роботу закінчили у 2004 році.
Базиліка має 5 дзвонів. Разом вони важать 14 475 кг. Найбільший 7270 кг, 2,40 м заввишки та 2 м в діаметрі.